# Automatický blok

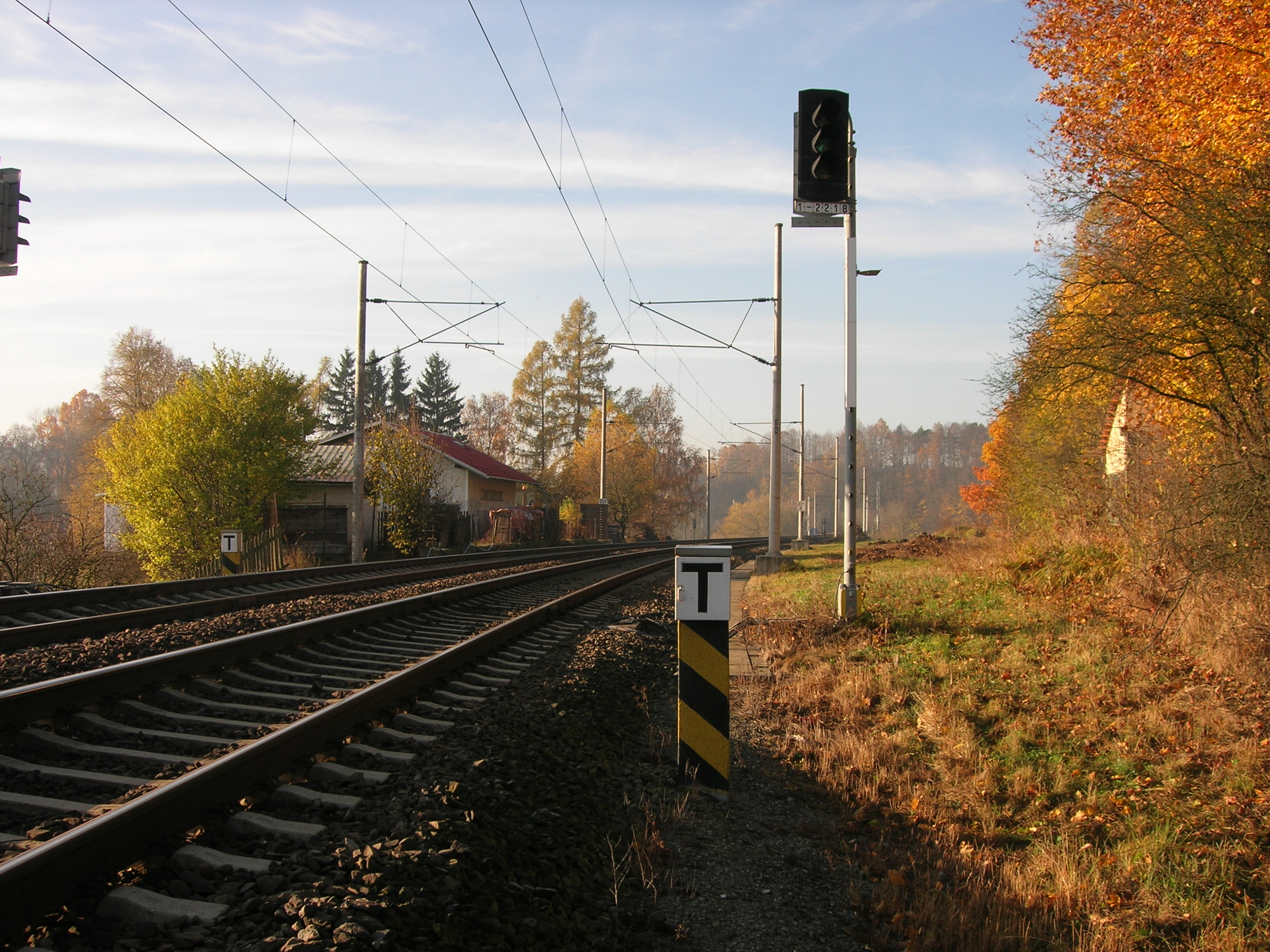
Oddílové návěstidlo automatického bloku nedaleko Svitav

Automatický blok (v železničářském slangu běžně označován jako autoblok) je traťové zabezpečovací zařízení 3. kategorie.

## Funkce automatického bloku
Při užití automatického bloku je trať rozdělena na prostorové oddíly (počet není, na rozdíl od automatického hradla, omezen) a zajištění, aby se v každém oddíle nacházel nejvýše jeden vlak, resp. aby případný další vlak jel podle rozhledových poměrů, tedy tak, aby stačil zastavit před jakýmkoli kolejovým vozidlem. V případě obousměrného automatického bloku též zajištění ochrany proti protisměrným jízdám na téže traťové koleji. Volnost úseku se zjišťuje pomocí kolejových obvodů. K řízení jízd vlaků slouží oddílová návěstidla automatického bloku a odjezdová návěstidla stanic a přenos návěsti na vlak pomocí liniového vlakového zabezpečovače. V případě ETCS L2, který je instalován na některých tratích Správy železnic (především 1. koridor mezi Prahou a Břeclaví) se nepřenáší návěsti návěstidel automatického bloku, ale poloha konce autorizace k jízdě.

## Druhy automatického bloku
V Česku a na Slovensku se používá automatický blok trojznaký. V Česku se v minulosti používal i automatický blok čtyřznaký, šlo např. o úsek Praha hlavní nádraží – výhybna Vítkov.
Oddíly čtyřznakého automatického bloku měly délku nejméně polovinu zábrzdné vzdálenosti. Proto byla na návěstidlech čtyřznakého automatického bloku kromě standardních zelených, červených a žlutých světel také světla bílá. Bílé světlo v kombinaci se žlutým tvoří návěst „Opakování návěsti výstraha“ a upozorňuje, že na následujícím návěstidle je návěst zakazující jízdu („Stůj“) na nedostatečnou zábrzdnou vzdálenost. Čtyřznaký automatický blok se nově nezřizuje a automatické bloky tohoto typu byly rekonstruovány na automatický blok tříznaký. Nejdelším úsekem se čtyřznakovým automatickým blokem byla trať Plzeň–Cheb, v roce 1998 však byl automatický blok na této trati změněn na tříznaký. Úplně poslední čtyřznaký automatický blok v Česku byl vypnut v roce 2013 mezi dopravnami Praha-Holešovice a Praha-Bubeneč při započetí další etapy přestavby pražského železničního uzlu.
Mezi oddílovými návěstidly trojznakového automatického bloku je vždy vzdálenost návěstidel větší nebo rovna 1000 m tak, aby návěstidlo bylo vidět z přijíždějícího vlaku nejméně po dobu 7 sekund jízdy traťovou rychlostí nebo na vzdálenost 200 m, podle toho, co je více. Největší vzdálenost návěstidel automatického bloku je 2000 metrů, což je největší přípustná vzdálenost dvou návěstidel, která se předvěstí. Většinou se vzdálenost mezi návěstidly pohybuje v rozmezí od 1000 m do 1600 m. Zábrzdná vzdálenost na tratích s automatickým blokem je vždy 1000 metrů, a to i v případě, že by traťová rychlost na dané trati umožňovala zábrzdnou vzdálenost menší.

## Návěst Stůj na automatickém bloku
Návěst Stůj (červené světlo) na návěstidle automatického bloku nemá absolutní význam, jako je tomu u stejné návěsti na jiných typech hlavních návěstidel, nýbrž tzv. permisivní. V případě návěsti Stůj strojvedoucí musí zastavit před oddílovým návěstidlem automatického bloku a poté může pokračovat v další jízdě podle rozhledových poměrů, tj. tak, aby mohl zastavit před jakýmkoliv drážním vozidlem, návěstí Stůj nebo překážkou na trati, přičemž nesmí být překročena rychlost 40 km/h. Z tohoto důvodu musí být oddílová návěstidla automatického bloku odlišitelná od jiných hlavních návěstidel (např. na tratích Správy železnic a ŽSR jsou značena bílými štítky s černými nápisy a bílými označovacími pásy, příp. bílým nátěrem stožárů, zatímco u jiných hlavních návěstidel je označovací štítek červený a označovací pás červeno-bílý). V minulosti byly tyto podmínky mírně odlišné: strojvedoucí mohl pokračovat v jízdě až po uplynutí tří minut a rychlost jízdy podle rozhledových poměrů byla omezena na 30 km/h.

## Bloková podmínka

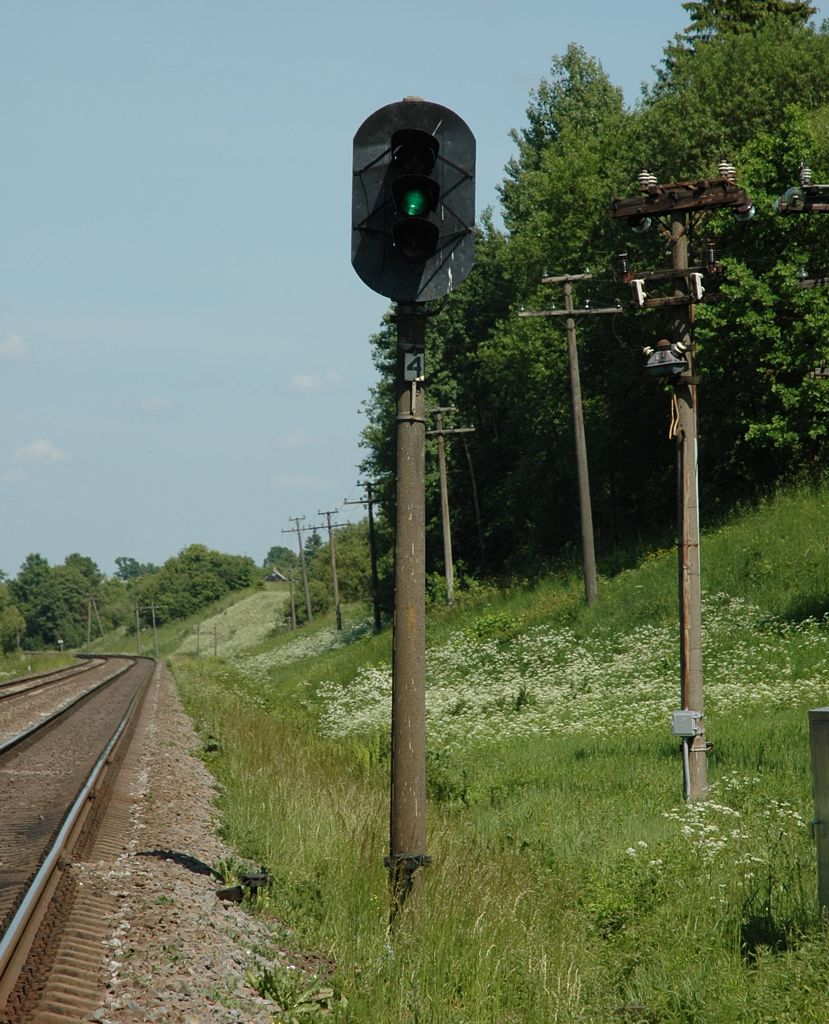
Návěstidlo automatického bloku sovětského typu (Litva)

Vjede-li na trati vybavené automatickým blokem vlak do traťového oddílu, pak oddílové návěstidlo automatického bloku, které kryje tento oddíl, změní svou návěst z návěsti dovolující jízdu vlaku na návěst „Stůj“.
K obnovení návěsti dovolující jízdu dojde až ve chvíli, kdy vlak z tohoto oddílu odjede, čili přestane ovlivňovat souvislý izolovaný úsek kolejnic v tomto oddílu (tzv. kolejový obvod). Jedná se o „prostou blokovou podmínku“. Většina druhů automatického bloku používá tzv. úplnou blokovou podmínku.
Prostou blokovou podmínkou byly vybaveny pouze první automatické bloky sovětského typu. Novější typy mají vždy úplnou blokovou podmínku.

## Úplná bloková podmínka
Na rozdíl od prosté blokové podmínky je při úplné blokové podmínce k rozsvícení návěsti dovolující jízdu na předchozím oddílovém návěstidle automatického bloku nutné nejen uvolnit kolejový obvod daného oddílu, ale také návěst „Stůj“ na následujícím oddílovém návěstidle.
Toto opatření vychází z předpokladu, že kdyby například vykolejil vlak v oddíle, přestal by ovlivňovat kolejový obvod a při užití prosté blokové podmínky by došlo k postavení oddílového návěstidla oddílu, ve kterém je vykolejený vlak, na návěst dovolující jízdu dalšího vlaku.
U úplné blokové podmínky toto není možné, protože došlo jen k uvolnění stávajícího kolejového obvodu, ale nedošlo k obsazení následujícího. Na návěstidle v tomto případě stále svítí návěst „Stůj“.

## Obousměrný automatický blok
V případě, že je daná kolej vybavena automatickým blokem v obou směrech, jedná se o obousměrný automatický blok a takový mezistaniční úsek pak nazýváme „Mezistaniční úsek, v němž je dovolena jízda vlaku proti správnému směru“ (do roku 1997 se taková kolej nazývala „banalizovaná kolej“). V případě jízdy po takové trati v koleji, která není standardní pro daný směr jízdy na dvoukolejné trati se pak jedná o „jízdu proti správnému směru“, pokud by na dvoukolejné trati byl pouze jednostranný automatický blok (v jednom směru), jízda po jiné než obvyklé koleji by se nazývala „jízdou po nesprávné koleji“. Při jízdě po nesprávné koleji pak nejsou přenášeny návěstní znaky na návěstní opakovač na lokomotivě a tato jízda musí být provedena, jako by trať nebyla vybavena automatickým blokem. Při jízdě proti správnému směru je taková jízda organizována jako by vlak jel správným směrem.
Na koleji s obousměrným automatickým blokem jsou vždy rozsvícena jen návěstidla pro směr, který má udělen traťový souhlas, návěstidla v opačném směru jsou obvykle zhaslá, mimo některé automatické bloky budované do sedmdesátých let, u kterých je na oddílových návěstidlech s funkcí předvěsti vjezdového návěstidla při udělení souhlasu opačným směrem trvale rozsvícena návěst Výstraha. 

## Traťový souhlas
Pokud je automatický blok oboustranný (jednokolejná trať nebo dvojkolejný mezistaniční úsek, v němž je dovolena jízda vlaku proti správnému směru), obsahují jeho ovládací a indikační prvky na panelu výpravčích obou stanic, které ohraničují zmíněný mezistaniční úsek, také ovládací a indikační prvky pro obsluhu „traťového souhlasu“. Traťový souhlas má buď jedna, nebo jen druhá stanice pro každou traťovou kolej zmíněného mezistaničního úseku. Jen stanici, která má traťový souhlas udělen, dovolí zabezpečovací zařízení postavit odjezdové návěstidlo na trať do polohy dovolující jízdu vlaku (při splnění všech podmínek jako volnost následujícího traťového oddílu atd.).  Pokud je potřeba změnit traťový souhlas (směr jízdy po trati), musí být splněny následující podmínky: 
1. svítí bílé indikační světlo „Volnost trati“
2. žádné z přejezdových zabezpečovacích zařízení není ve stavu anulace
3. je vyhodnocena volnost všech kolejových obvodů na trati a v žádné stanici není proveden závěr odjezdové vlakové cesty
4. u některých typů i další podmínky

Pak mohou výpravčí sousedních stanic traťový souhlas změnit a to tak, že výpravčí, který traťový souhlas potřebuje povytáhne tlačítko „Žádost o souhlas“ a výpravčí, který momentálně traťový souhlas má udělen, stiskne tlačítko „Udělení souhlasu“.
Pokud jsou splněny výše uvedené podmínky, směr traťového souhlasu se změní.